# 轮叶贝母
轮叶贝母（学名：Fritillaria maximowiczii）为百合科贝母属下的一个种。